# Liste des médaillés olympiques masculins en cyclisme
Cette page dresse la liste des médaillés masculins des épreuves de cyclisme aux Jeux olympiques d'été de 1896 à 2024.

## Programme actuel

### Route

#### Course individuelle
De 1912 à 1932, la course se déroulait sous forme d'un contre-la-montre de 100 kilomètres.
| Édition                                 | Or                              | Argent                     | Bronze                     |
| --------------------------------------- | ------------------------------- | -------------------------- | -------------------------- |
| Athènes 1896 résultats détaillés        | Aristidis Konstantinidis (GRE)  | August von Gödrich (GER)   | Edward Battell (GBR)       |
| Stockholm 1912 résultats détaillés      | Rudolph Lewis (RSA)             | Freddie Grubb (GBR)        | Carl Schutte (USA)         |
| Anvers 1920 résultats détaillés         | Harry Stenqvist (SWE)           | Henry Kaltenbrunn (RSA)    | Fernand Canteloube (FRA)   |
| Paris 1924 résultats détaillés          | Armand Blanchonnet (FRA)        | Henri Hoevenaers (BEL)     | René Hamel (FRA)           |
| Amsterdam 1928 résultats détaillés      | Henry Hansen (DEN)              | Frank Southall (GBR)       | Gösta Carlsson (SWE)       |
| Los Angeles 1932 résultats détaillés    | Attilio Pavesi (ITA)            | Guglielmo Segato (ITA)     | Bernhard Britz (SWE)       |
| Berlin 1936 résultats détaillés         | Robert Charpentier (FRA)        | Guy Lapébie (FRA)          | Ernst Nievergelt (SUI)     |
| Londres 1948 résultats détaillés        | José Beyaert (FRA)              | Gerrit Voorting (NED)      | Lode Wouters (BEL)         |
| Helsinki 1952 résultats détaillés       | André Noyelle (BEL)             | Robert Grondelaers (BEL)   | Edi Ziegler (GER)          |
| Melbourne 1956 résultats détaillés      | Ercole Baldini (ITA)            | Arnaud Geyre (FRA)         | Alan Jackson (GBR)         |
| Rome 1960 résultats détaillés           | Viktor Kapitonov (URS)          | Livio Trapè (ITA)          | Willy Vanden Berghen (BEL) |
| Tokyo 1964 résultats détaillés          | Mario Zanin (ITA)               | Kjell Rodian (DEN)         | Walter Godefroot (BEL)     |
| Mexico 1968 résultats détaillés         | Pierfranco Vianelli (ITA)       | Leif Mortensen (DEN)       | Gösta Pettersson (SWE)     |
| Munich 1972 résultats détaillés         | Hennie Kuiper (NED)             | Clyde Sefton (AUS)         | non-attribué               |
| Montréal 1976 résultats détaillés       | Bernt Johansson (SWE)           | Giuseppe Martinelli (ITA)  | Mieczysław Nowicki (POL)   |
| Moscou 1980 résultats détaillés         | Sergueï Soukhoroutchenkov (URS) | Czesław Lang (POL)         | Youri Barinov (URS)        |
| Los Angeles 1984 résultats détaillés    | Alexi Grewal (USA)              | Steve Bauer (CAN)          | Dag Otto Lauritzen (NOR)   |
| Séoul 1988 résultats détaillés          | Olaf Ludwig (GDR)               | Bernd Gröne (FRG)          | Christian Henn (FRG)       |
| Barcelone 1992 résultats détaillés      | Fabio Casartelli (ITA)          | Erik Dekker (NED)          | Dainis Ozols (LAT)         |
| Atlanta 1996 résultats détaillés        | Pascal Richard (SUI)            | Rolf Sørensen (DEN)        | Max Sciandri (GBR)         |
| Sydney 2000 résultats détaillés         | Jan Ullrich (GER)               | Alexandre Vinokourov (KAZ) | Andreas Klöden (GER)       |
| Athènes 2004 résultats détaillés        | Paolo Bettini (ITA)             | Sérgio Paulinho (POR)      | Axel Merckx (BEL)          |
| Pékin 2008 résultats détaillés          | Samuel Sánchez (ESP)            | Fabian Cancellara (SUI)    | Alexandr Kolobnev (RUS)    |
| Londres 2012 résultats détaillés        | Alexandre Vinokourov (KAZ)      | Rigoberto Urán (COL)       | Alexander Kristoff (NOR)   |
| Rio de Janeiro 2016 résultats détaillés | Greg Van Avermaet (BEL)         | Jakob Fuglsang (DEN)       | Rafał Majka (POL)          |
| Tokyo 2020 résultats détaillés          | Richard Carapaz (ECU)           | Wout van Aert (BEL)        | Tadej Pogačar (SLO)        |
| Paris 2024 résultats détaillés          | Remco Evenepoel (BEL)           | Valentin Madouas (FRA)     | Christophe Laporte (FRA)   |

#### Contre-la-montre individuel
| Édition                                 | Or                       | Argent                    | Bronze                   |
| --------------------------------------- | ------------------------ | ------------------------- | ------------------------ |
| Atlanta 1996 résultats détaillés        | Miguel Indurain (ESP)    | Abraham Olano (ESP)       | Chris Boardman (GBR)     |
| Sydney 2000 résultats détaillés         | Viatcheslav Ekimov (RUS) | Jan Ullrich (GER)         | désattribuée             |
| Athènes 2004 résultats détaillés        | Viatcheslav Ekimov (RUS) | Bobby Julich (USA)        | Michael Rogers (AUS)     |
| Pékin 2008 résultats détaillés          | Fabian Cancellara (SUI)  | Gustav-Erik Larsson (SWE) | Levi Leipheimer (USA)    |
| Londres 2012 résultats détaillés        | Bradley Wiggins (GBR)    | Tony Martin (GER)         | Christopher Froome (GBR) |
| Rio de Janeiro 2016 résultats détaillés | Fabian Cancellara (SUI)  | Tom Dumoulin (NED)        | Christopher Froome (GBR) |
| Tokyo 2020 résultats détaillés          | Primož Roglič (SLO)      | Tom Dumoulin (NED)        | Rohan Dennis (AUS)       |
| Paris 2024 résultats détaillés          | Remco Evenepoel (BEL)    | Filippo Ganna (ITA)       | Wout van Aert (BEL)      |

### Piste

#### Vitesse individuelle
| Édition                                 | Or                                | Argent                            | Bronze                            |
| --------------------------------------- | --------------------------------- | --------------------------------- | --------------------------------- |
| Athènes 1896 résultats détaillés        | Paul Masson (FRA)                 | Stamatios Nikolopoulos (GRE)      | Léon Flameng (FRA)                |
| Paris 1900 résultats détaillés          | Albert Taillandier (FRA)          | Fernand Sanz (FRA)                | John Henry Lake (USA)             |
| St. Louis 1904                          | Pas inclus au programme olympique | Pas inclus au programme olympique | Pas inclus au programme olympique |
| Londres 1908 résultats détaillés        | Aucune médaille n'a été décernée  | Aucune médaille n'a été décernée  | Aucune médaille n'a été décernée  |
| Stockholm 1912                          | Pas inclus au programme olympique | Pas inclus au programme olympique | Pas inclus au programme olympique |
| Anvers 1920 résultats détaillés         | Maurice Peeters (NED)             | Horace Johnson (GBR)              | Harry Ryan (GBR)                  |
| Paris 1924 résultats détaillés          | Lucien Michard (FRA)              | Jacob Meijer (NED)                | Jean Cugnot (FRA)                 |
| Amsterdam 1928 résultats détaillés      | Roger Beaufrand (FRA)             | Antoine Mazairac (NED)            | Willy Hansen (DEN)                |
| Los Angeles 1932 résultats détaillés    | Jacobus van Egmond (NED)          | Louis Chaillot (FRA)              | Bruno Pellizzari (ITA)            |
| Berlin 1936 résultats détaillés         | Toni Merkens (GER)                | Arie van Vliet (NED)              | Louis Chaillot (FRA)              |
| Londres 1948 résultats détaillés        | Mario Ghella (ITA)                | Reginald Harris (GBR)             | Axel Schandorff (DEN)             |
| Helsinki 1952 résultats détaillés       | Enzo Sacchi (ITA)                 | Lionel Cox (AUS)                  | Werner Potzernheim (GER)          |
| Melbourne 1956 résultats détaillés      | Michel Rousseau (FRA)             | Guglielmo Pesenti (ITA)           | Richard Ploog (AUS)               |
| Rome 1960 résultats détaillés           | Sante Gaiardoni (ITA)             | Leo Sterckx (BEL)                 | Valentino Gasparella (ITA)        |
| Tokyo 1964 résultats détaillés          | Giovanni Pettenella (ITA)         | Sergio Bianchetto (ITA)           | Daniel Morelon (FRA)              |
| Mexico 1968 résultats détaillés         | Daniel Morelon (FRA)              | Giordano Turrini (ITA)            | Pierre Trentin (FRA)              |
| Munich 1972 résultats détaillés         | Daniel Morelon (FRA)              | John Nicholson (AUS)              | Omar Phakadze (URS)               |
| Montréal 1976 résultats détaillés       | Anton Tkáč (TCH)                  | Daniel Morelon (FRA)              | Hans-Jürgen Geschke (GDR)         |
| Moscou 1980 résultats détaillés         | Lutz Hesslich (GDR)               | Yavé Cahard (FRA)                 | Sergueï Kopylov (URS)             |
| Los Angeles 1984 résultats détaillés    | Mark Gorski (USA)                 | Nelson Vails (USA)                | Tsutomu Sakamoto (JPN)            |
| Séoul 1988 résultats détaillés          | Lutz Hesslich (GDR)               | Nikolaï Kovch (URS)               | Gary Neiwand (AUS)                |
| Barcelone 1992 résultats détaillés      | Jens Fiedler (GER)                | Gary Neiwand (AUS)                | Curt Harnett (CAN)                |
| Atlanta 1996 résultats détaillés        | Jens Fiedler (GER)                | Marty Nothstein (USA)             | Curt Harnett (CAN)                |
| Sydney 2000 résultats détaillés         | Marty Nothstein (USA)             | Florian Rousseau (FRA)            | Jens Fiedler (GER)                |
| Athènes 2004 résultats détaillés        | Ryan Bayley (AUS)                 | Theo Bos (NED)                    | René Wolff (GER)                  |
| Pékin 2008 résultats détaillés          | Chris Hoy (GBR)                   | Jason Kenny (GBR)                 | Mickaël Bourgain (FRA)            |
| Londres 2012 résultats détaillés        | Jason Kenny (GBR)                 | Grégory Baugé (FRA)               | Shane Perkins (AUS)               |
| Rio de Janeiro 2016 résultats détaillés | Jason Kenny (GBR)                 | Callum Skinner (GBR)              | Denis Dmitriev (RUS)              |
| Tokyo 2020 résultats détaillés          | Harrie Lavreysen (NED)            | Jeffrey Hoogland (NED)            | Jack Carlin (GBR)                 |
| Paris 2024 résultats détaillés          | Harrie Lavreysen (NED)            | Matthew Richardson (AUS)          | Jack Carlin (GBR)                 |

#### Vitesse par équipes
| Édition                                 | Or                                                                          | Argent                                                             | Bronze                                                      |
| --------------------------------------- | --------------------------------------------------------------------------- | ------------------------------------------------------------------ | ----------------------------------------------------------- |
| Sydney 2000 résultats détaillés         | France Florian Rousseau Arnaud Tournant Laurent Gané                        | Grande-Bretagne Chris Hoy Craig MacLean Jason Queally              | Australie Gary Neiwand Sean Eadie Darryn Hill               |
| Athènes 2004 résultats détaillés        | Allemagne Jens Fiedler Stefan Nimke René Wolff                              | Japon Toshiaki Fushimi Masaki Inoue Tomohiro Nagatsuka             | France Mickaël Bourgain Laurent Gané Arnaud Tournant        |
| Pékin 2008 résultats détaillés          | Grande-Bretagne Chris Hoy Jason Kenny Jamie Staff                           | France Grégory Baugé Kévin Sireau Arnaud Tournant Mickaël Bourgain | Allemagne René Enders Maximilian Levy Stefan Nimke          |
| Londres 2012 résultats détaillés        | Grande-Bretagne Philip Hindes Chris Hoy Jason Kenny                         | France Grégory Baugé Michaël D'Almeida Kévin Sireau                | Allemagne René Enders Maximilian Levy Robert Förstemann     |
| Rio de Janeiro 2016 résultats détaillés | Grande-Bretagne Philip Hindes Jason Kenny Callum Skinner                    | Nouvelle-Zélande Eddie Dawkins Ethan Mitchell Sam Webster          | France Grégory Baugé Michaël D'Almeida François Pervis      |
| Tokyo 2020 résultats détaillés          | Pays-Bas Roy van den Berg Harrie Lavreysen Jeffrey Hoogland Matthijs Buchli | Grande-Bretagne Ryan Owens Jack Carlin Jason Kenny                 | France Florian Grengbo Sébastien Vigier Rayan Helal         |
| Paris 2024 résultats détaillés          | Pays-Bas Roy van den Berg Harrie Lavreysen Jeffrey Hoogland                 | Grande-Bretagne Ed Lowe Hamish Turnbull Jack Carlin                | Australie Leigh Hoffman Matthew Richardson Matthew Glaetzer |

#### Keirin
| Édition                                 | Or                     | Argent                      | Bronze                                       |
| --------------------------------------- | ---------------------- | --------------------------- | -------------------------------------------- |
| Sydney 2000 résultats détaillés         | Florian Rousseau (FRA) | Gary Neiwand (AUS)          | Jens Fiedler (GER)                           |
| Athènes 2004 résultats détaillés        | Ryan Bayley (AUS)      | José Antonio Escuredo (ESP) | Shane Kelly (AUS)                            |
| Pékin 2008 résultats détaillés          | Chris Hoy (GBR)        | Ross Edgar (GBR)            | Kiyofumi Nagai (JPN)                         |
| Londres 2012 résultats détaillés        | Chris Hoy (GBR)        | Maximilian Levy (GER)       | Simon van Velthooven (NZL) Teun Mulder (NED) |
| Rio de Janeiro 2016 résultats détaillés | Jason Kenny (GBR)      | Matthijs Büchli (NED)       | Azizulhasni Awang (MAL)                      |
| Tokyo 2020 résultats détaillés          | Jason Kenny (GBR)      | Azizulhasni Awang (MAL)     | Harrie Lavreysen (NED)                       |
| Paris 2024 résultats détaillés          | Harrie Lavreysen (NED) | Matthew Richardson (AUS)    | Matthew Glaetzer (AUS)                       |

#### Poursuite par équipes
| Édition                                 | Or | Argent                                                                                                  | Bronze                                                                                                 |
| --------------------------------------- | --- | --- | --- |
| Londres 1908 résultats détaillés        | Grande-Bretagne Benjamin Jones Clarence Kingsbury Leonard Meredith Ernest Payne                            | Allemagne Max Götze Rudolf Katzer Hermann Martens Karl Neumer                                           | Canada William Anderson Walter Andrews Frederick McCarthy William Morton                               |
| Stockholm 1912                          | Pas inclus au programme olympique                                                                          | Pas inclus au programme olympique                                                                       | Pas inclus au programme olympique                                                                      |
| Anvers 1920 résultats détaillés         | Italie Arnaldo Carli Ruggero Ferrario Franco Giorgetti Primo Magnani                                       | Grande-Bretagne Cyril Alden Horace Johnson William Stewart Albert White                                 | Afrique du Sud Harry Goosen Henry Kaltenbrunn William Smith James Walker                               |
| Paris 1924 résultats détaillés          | Italie Angelo De Martino Alfredo Dinale Aurelio Menegazzi Francesco Zucchetti                              | Pologne Józef Lange Jan Lazarski Tomasz Stankiewicz Franciszek Szymczyk                                 | Belgique Jean van den Bosch Léonard Daghelinckx Henri Hoevenaers Fernand Saive                         |
| Amsterdam 1928 résultats détaillés      | Italie Giacomo Gaioni Cesare Facciani Mario Lusiani Luigi Tasselli                                         | Pays-Bas Janus Braspennincx Piet van der Horst Johannes Maas Jan Pijnenburg                             | Grande-Bretagne George Southall Harry Wyld Lew Wyld Percy Wyld                                         |
| Los Angeles 1932 résultats détaillés    | Italie Nino Borsari Marco Cimatti Alberto Ghilardi Paolo Pedretti                                          | France Paul Chocque Amédée Fournier René Le Grevès Henri Mouillefarine                                  | Grande-Bretagne William Harvell Charles Holland Ernest Johnson Frank Southall                          |
| Berlin 1936 résultats détaillés         | France Robert Charpentier Jean Goujon Guy Lapébie Roger Le Nizerhy                                         | Italie Bianco Bianchi Mario Gentili Armando Latini Severino Rigoni                                      | Grande-Bretagne Harry Hill Ernest Johnson Charles King Ernest Mills                                    |
| Londres 1948 résultats détaillés        | France Pierre Adam Serge Blusson Charles Coste Fernand Decanali                                            | Italie Arnaldo Benfenati Guido Bernardi Anselmo Citterio Rino Pucci                                     | Grande-Bretagne Robert Geldard Tommy Godwin David Ricketts Wilfred Waters                              |
| Helsinki 1952 résultats détaillés       | Italie Loris Campana Mino De Rossi Guido Messina Marino Morettini                                          | Afrique du Sud George Estman Robert Fowler Thomas Shardelow Alfred Swift                                | Grande-Bretagne Donald Burgess George Newberry Alan Newton Ronald Stretton                             |
| Melbourne 1956 résultats détaillés      | Italie Antonio Domenicali Leandro Faggin Franco Gandini Valentino Gasparella                               | France René Bianchi Jean Graczyk Jean-Claude Lecante Michel Vermeulin                                   | Grande-Bretagne Donald Burgess Michael Gambrill John Geddes Tom Simpson                                |
| Rome 1960 résultats détaillés           | Italie Luigi Arienti Franco Testa Mario Vallotto Marino Vigna                                              | Équipe unifiée d'Allemagne Bernd Barleben Peter Gröning Manfred Klieme Siegfried Köhler                 | Union soviétique Arnold Belgardt Leonid Kolumbet Stanislav Moskvine Viktor Romanov                     |
| Tokyo 1964 résultats détaillés          | Équipe unifiée d'Allemagne Lothar Claesges Karlheinz Henrichs Karl Link Ernst Streng                       | Italie Vincenzo Mantovani Carlo Rancati Luigi Roncaglia Franco Testa                                    | Pays-Bas Henk Cornelisse Gerard Koel Jaap Oudkerk Cor Schuuring                                        |
| Mexico 1968 résultats détaillés         | Danemark Gunnar Asmussen Mogens Frey Per Lyngemark Reno Olsen Peder Pedersen (q)                           | Allemagne de l'Ouest Udo Hempel Karlheinz Henrichs Jürgen Kissner Karl Link Rainer Podlesch (q)         | Italie Lorenzo Bosisio Cipriano Chemello Giorgio Morbiato Luigi Roncaglia Gino Pancino (q)             |
| Munich 1972 résultats détaillés         | Allemagne de l'Ouest Günther Schumacher Jürgen Colombo Günter Haritz Udo Hempel                            | Allemagne de l'Est Uwe Unterwalder Thomas Huschke Heinz Richter Herbert Richter                         | Grande-Bretagne William Moore Michael Bennett Ian Hallam Ronald Keeble                                 |
| Montréal 1976 résultats détaillés       | Allemagne de l'Ouest Peter Vonhof Gregor Braun Hans Lutz Günther Schumacher                                | Union soviétique Viktor Sokolov Vladimir Osokin Alexandre Perov Vitali Petrakov                         | Grande-Bretagne Ian Hallam Ian Banbury Michael Bennett Robin Croker                                    |
| Moscou 1980 résultats détaillés         | Union soviétique Viktor Manakov Valeri Movchan Vladimir Osokin Vitali Petrakov                             | Allemagne de l'Est Gerald Mortag Uwe Unterwalder Matthias Wiegand Volker Winkler                        | Tchécoslovaquie Teodor Černý Martin Penc Jiří Pokorný Igor Sláma                                       |
| Los Angeles 1984 résultats détaillés    | Australie Michael Grenda Kevin Nichols Michael Turtur Dean Woods                                           | États-Unis David Grylls Steve Hegg Patrick McDonough Leonard Nitz Brent Emery (q)                       | Allemagne de l'Ouest Reinhard Alber Rolf Gölz Roland Günther Michael Marx                              |
| Séoul 1988 résultats détaillés          | Union soviétique Viatcheslav Ekimov Artūras Kasputis Dmitri Nelyubin Gintautas Umaras Mindaugas Umaras (q) | Allemagne de l'Est Carsten Wolf Steffen Blochwitz Roland Hennig Dirk Meier Uwe Preissler (q)            | Australie Dean Woods Brett Dutton Wayne McCarny Stephen McGlede Scott McGrory (q)                      |
| Barcelone 1992 résultats détaillés      | Allemagne Stefan Steinweg Guido Fulst Michael Glöckner Jens Lehmann Andreas Walzer (q)                     | Australie Stuart O'Grady Brett Aitken Stephen McGlede Shaun O'Brien                                     | Danemark Jan Petersen Ken Frost Jimmi Madsen Klaus Kynde Nielsen Michael Sandstød (q)                  |
| Atlanta 1996 résultats détaillés        | France Christophe Capelle Philippe Ermenault Jean-Michel Monin Francis Moreau                              | Russie Eduard Gritsun Nikolay Kuznetsov Alexei Markov Anton Shantyr                                     | Australie Brett Aitken Stuart O'Grady Timothy O'Shannessey Dean Woods Bradley McGee (q)                |
| Sydney 2000 résultats détaillés         | Allemagne Guido Fulst Robert Bartko Daniel Becke Jens Lehmann Olaf Pollack (q)                             | Ukraine Sergiy Chernyavsky Sergiy Matveyev Alexandre Symonenko Oleksandr Fedenko                        | Grande-Bretagne Paul Manning Chris Newton Bryan Steel Bradley Wiggins Robert Hayles (q) Jonny Clay (q) |
| Athènes 2004 résultats détaillés        | Australie Graeme Brown Brett Lancaster Bradley McGee Luke Roberts Peter Dawson (q) Stephen Wooldridge (q)  | Grande-Bretagne Steve Cummings Rob Hayles Paul Manning Bradley Wiggins Chris Newton (q) Bryan Steel (q) | Espagne Carlos Castaño Sergi Escobar Asier Maeztu Carlos Torrent                                       |
| Pékin 2008 résultats détaillés          | Grande-Bretagne Edward Clancy Paul Manning Geraint Thomas Bradley Wiggins                                  | Danemark Casper Jørgensen Jens-Erik Madsen Michael Mørkøv Alex Rasmussen Michael Færk Christensen (q)   | Nouvelle-Zélande Sam Bewley Hayden Roulston Marc Ryan Jesse Sergent Westley Gough (q)                  |
| Londres 2012 résultats détaillés        | Grande-Bretagne Steven Burke Edward Clancy Peter Kennaugh Geraint Thomas                                   | Australie Jack Bobridge Rohan Dennis Michael Hepburn Glenn O'Shea                                       | Nouvelle-Zélande Sam Bewley Aaron Gate Marc Ryan Jesse Sergent Westley Gough (q)                       |
| Rio de Janeiro 2016 résultats détaillés | Grande-Bretagne Edward Clancy Steven Burke Owain Doull Bradley Wiggins                                     | Australie Alexander Edmondson Jack Bobridge Michael Hepburn Sam Welsford Callum Scotson                 | Danemark Lasse Norman Hansen Niklas Larsen Frederik Madsen Casper von Folsach Rasmus Quaade            |
| Tokyo 2020 résultats détaillés          | Italie Simone Consonni Filippo Ganna Francesco Lamon Jonathan Milan                                        | Danemark Lasse Norman Hansen Niklas Larsen Frederik Rodenberg Rasmus Pedersen                           | Australie Kelland O'Brien Sam Welsford Leigh Howard Alexander Porter Lucas Plapp                       |
| Paris 2024 résultats détaillés          | Australie- Oliver Bleddyn - Sam Welsford - Conor Leahy - Kelland O'Brien                                   | Grande-Bretagne- Ethan Hayter - Charlie Tanfield - Daniel Bigham - Ethan Vernon - Oliver Wood           | Italie- Simone Consonni - Filippo Ganna - Francesco Lamon - Jonathan Milan                             |

#### Omnium
| Édition                                 | Or                        | Argent                 | Bronze                      |
| --------------------------------------- | ------------------------- | ---------------------- | --------------------------- |
| Londres 2012 résultats détaillés        | Lasse Norman Hansen (DEN) | Bryan Coquard (FRA)    | Edward Clancy (GBR)         |
| Rio de Janeiro 2016 résultats détaillés | Elia Viviani (ITA)        | Mark Cavendish (GBR)   | Lasse Norman Hansen (DEN)   |
| Tokyo 2020 résultats détaillés          | Matthew Walls (GBR)       | Campbell Stewart (NZL) | Elia Viviani (ITA)          |
| Paris 2024 résultats détaillés          | Benjamin Thomas (FRA)     | Iúri Leitão (POR)      | Fabio Van den Bossche (BEL) |

#### Américaine
| Édition                          | Or                                          | Argent                                     | Bronze                                     |
| -------------------------------- | ------------------------------------------- | ------------------------------------------ | ------------------------------------------ |
| Sydney 2000 résultats détaillés  | Australie Brett Aitken Scott McGrory        | Belgique Etienne De Wilde Matthew Gilmore  | Italie Silvio Martinello Marco Villa       |
| Athènes 2004 résultats détaillés | Australie Graeme Brown Stuart O'Grady       | Suisse Franco Marvulli Bruno Risi          | Grande-Bretagne Rob Hayles Bradley Wiggins |
| Pékin 2008 résultats détaillés   | Argentine Juan Curuchet Walter Pérez        | Espagne Joan Llaneras Antonio Tauler       | Russie Mikhail Ignatiev Alexei Markov      |
| Tokyo 2020 résultats détaillés   | Danemark Lasse Norman Hansen Michael Mørkøv | Grande-Bretagne Ethan Hayter Matthew Walls | France Donavan Grondin Benjamin Thomas     |
| Paris 2024 résultats détaillés   | Portugal Iúri Leitão Rui Oliveira           | Italie Simone Consonni Elia Viviani        | Danemark Niklas Larsen Michael Mørkøv      |

### VTT
| Édition                                 | Or                     | Argent                       | Bronze                      |
| --------------------------------------- | ---------------------- | ---------------------------- | --------------------------- |
| Atlanta 1996 résultats détaillés        | Bart Brentjens (NED)   | Thomas Frischknecht (SUI)    | Miguel Martinez (FRA)       |
| Sydney 2000 résultats détaillés         | Miguel Martinez (FRA)  | Filip Meirhaeghe (BEL)       | Christoph Sauser (SUI)      |
| Athènes 2004 résultats détaillés        | Julien Absalon (FRA)   | José Antonio Hermida (ESP)   | Bart Brentjens (NED)        |
| Pékin 2008 résultats détaillés          | Julien Absalon (FRA)   | Jean-Christophe Péraud (FRA) | Nino Schurter (SUI)         |
| Londres 2012 résultats détaillés        | Jaroslav Kulhavý (CZE) | Nino Schurter (SUI)          | Marco Aurelio Fontana (ITA) |
| Rio de Janeiro 2016 résultats détaillés | Nino Schurter (SUI)    | Jaroslav Kulhavý (CZE)       | Carlos Coloma (ESP)         |
| Tokyo 2020 résultats détaillés          | Tom Pidcock (GBR)      | Mathias Flückiger (SUI)      | David Valero (ESP)          |
| Paris 2024 résultats détaillés          | Tom Pidcock (GBR)      | Victor Koretzky (FRA)        | Alan Hatherly (RSA)         |

### BMX racing
| Édition                                 | Or                     | Argent                 | Bronze               |
| --------------------------------------- | ---------------------- | ---------------------- | -------------------- |
| Pékin 2008 résultats détaillés          | Māris Štrombergs (LAT) | Mike Day (USA)         | Donny Robinson (USA) |
| Londres 2012 résultats détaillés        | Māris Štrombergs (LAT) | Sam Willoughby (AUS)   | Carlos Oquendo (COL) |
| Rio de Janeiro 2016 résultats détaillés | Connor Fields (USA)    | Jelle van Gorkom (NED) | Carlos Ramírez (COL) |
| Tokyo 2020 résultats détaillés          | Niek Kimmann (NED)     | Kye Whyte (GBR)        | Carlos Ramírez (COL) |
| Paris 2024 résultats détaillés          | Joris Daudet (FRA)     | Sylvain André (FRA)    | Romain Mahieu (FRA)  |

### BMX freestyle
| Édition                        | Or                    | Argent              | Bronze                 |
| ------------------------------ | --------------------- | ------------------- | ---------------------- |
| Tokyo 2020 résultats détaillés | Logan Martin (AUS)    | Daniel Dhers (VEN)  | Declan Brooks (GBR)    |
| Paris 2024 résultats détaillés | José Torres Gil (ARG) | Kieran Reilly (GBR) | Anthony Jeanjean (FRA) |

## Anciennes épreuves olympiques

### Route

#### Course par équipes
De 1912 à 1932, le classement était calculé sur le temps des trois coureurs de chaque nation participant à la course sur route individuelle.
| Édition                              | Or                                                                           | Argent                                                                      | Bronze                                                                     |
| ------------------------------------ | ---------------------------------------------------------------------------- | --------------------------------------------------------------------------- | -------------------------------------------------------------------------- |
| Stockholm 1912 résultats détaillés   | Suède Erik Friborg Ragnar Malm Axel Persson Algot Lönn                       | Grande-Bretagne Freddie Grubb Leonard Meredith Charles Moss William Hammond | États-Unis Carl Schutte Alvin Loftes Albert Krushel Walter Martin          |
| Anvers 1920 résultats détaillés      | France Achille Souchard Fernand Canteloube Georges Detreille Marcel Gobillot | Suède Harry Stenqvist Sigfrid Lundberg Ragnar Malm Axel Persson             | Belgique Albert Wyckmans Albert De Bunné Jean Janssens André Vercruysse    |
| Paris 1924 résultats détaillés       | France Armand Blanchonnet René Hamel Georges Wambst                          | Belgique Henri Hoevenaers Alphonse Parfondry Jean van den Bosch             | Suède Gunnar Sköld Erik Bohlin Ragnar Malm                                 |
| Amsterdam 1928 résultats détaillés   | Danemark Henry Hansen Orla Jørgensen Leo Nielsen                             | Grande-Bretagne Jack Lauterwasser John Middleton Frank Southall             | Suède Gösta Carlsson Erik Jansson Georg Johnsson                           |
| Los Angeles 1932 résultats détaillés | Italie Giuseppe Olmo Attilio Pavesi Guglielmo Segato                         | Danemark Henry Hansen Leo Nielsen Frode Sørensen                            | Suède Arne Berg Bernhard Britz Sven Höglund                                |
| Berlin 1936 résultats détaillés      | France Robert Charpentier Robert Dorgebray Guy Lapébie                       | Suisse Edgar Buchwalder Ernst Nievergelt Kurt Ott                           | Belgique Auguste Garrebeek Armand Putzeyse Jean-François Van Der Motte     |
| Londres 1948 résultats détaillés     | Belgique Léon De Lathouwer Eugène van Roosbroeck Lode Wouters                | Grande-Bretagne Robert John Maitland Ian Scott Gordon Thomas                | France José Beyaert Jacques Dupont Alain Moineau                           |
| Helsinki 1952 résultats détaillés    | Belgique Robert Grondelaers André Noyelle Lucien Victor                      | Italie Dino Bruni Gianni Ghidini Vincenzo Zucconelli                        | France Jacques Anquetil Claude Rouer Alfred Tonello                        |
| Melbourne 1956 résultats détaillés   | France Arnaud Geyre Maurice Moucheraud Michel Vermeulin                      | Grande-Bretagne Arthur Brittain William Holmes Alan Jackson                 | Équipe unifiée d'Allemagne Reinhold Pommer Gustav-Adolf Schur Horst Tüller |

#### Contre-la-montre par équipes
| Édition                              | Or                                                                                     | Argent                                                                            | Bronze                                                                         |
| ------------------------------------ | -------------------------------------------------------------------------------------- | --------------------------------------------------------------------------------- | ------------------------------------------------------------------------------ |
| Rome 1960 résultats détaillés        | Italie Livio Trapè Antonio Bailetti Ottavio Cogliati Giacomo Fornoni                   | Équipe unifiée d'Allemagne Gustav-Adolf Schur Egon Adler Erich Hagen Günter Lörke | Union soviétique Alexeï Petrov Viktor Kapitonov Evgeni Klevtzov Youri Melikhov |
| Tokyo 1964 résultats détaillés       | Pays-Bas Bart Zoet Evert Dolman Gerben Karstens Jan Pieterse                           | Italie Ferruccio Manza Severino Andreoli Luciano Dalla Bona Pietro Guerra         | Suède Sture Pettersson Sven Hamrin Erik Pettersson Gösta Pettersson            |
| Mexico 1968 résultats détaillés      | Pays-Bas Joop Zoetemelk Fedor den Hertog Jan Krekels René Pijnen                       | Suède Sture Pettersson Tomas Pettersson Erik Pettersson Gösta Pettersson          | Italie Pierfranco Vianelli Giovanni Bramucci Vittorio Marcelli Mauro Simonetti |
| Munich 1972 résultats détaillés      | Union soviétique Valeri Iardy Guennadi Komnatov Valeri Likhatchev Boris Choukhov       | Pologne Ryszard Szurkowski Edward Barcik Lucjan Lis Stanisław Szozda              | non-attribué                                                                   |
| Montréal 1976 résultats détaillés    | Union soviétique Aavo Pikkuus Valeri Tchaplyguine Anatoli Tchoukanov Vladimir Kaminski | Pologne Ryszard Szurkowski Tadeusz Mytnik Mieczysław Nowicki Stanisław Szozda     | Danemark Jørn Lund Verner Blaudzun Gert Frank Jørgen Hansen                    |
| Moscou 1980 résultats détaillés      | Union soviétique Youri Kachirine Oleg Logvine Sergueï Chelpakov Anatoli Yarkine        | Allemagne de l'Est Falk Boden Bernd Drogan Olaf Ludwig Hans-Joachim Hartnick      | Tchécoslovaquie Michal Klasa Vlastibor Konečný Alipi Kostadinov Jiří Škoda     |
| Los Angeles 1984 résultats détaillés | Italie Marcello Bartalini Marco Giovannetti Eros Poli Claudio Vandelli                 | Suisse Alfred Achermann Richard Trinkler Laurent Vial Benno Wiss                  | États-Unis Ron Kiefel Clarence Knickman Davis Phinney Andrew Weaver            |
| Séoul 1988 résultats détaillés       | Allemagne de l'Est Jan Schur Uwe Ampler Mario Kummer Maik Landsmann                    | Pologne Andrzej Sypytkowski Joachim Halupczok Zenon Jaskuła Marek Leśniewski      | Suède Michel Lafis Anders Jarl Björn Johansson Jan Karlsson                    |
| Barcelone 1992 résultats détaillés   | Allemagne Michael Rich Bernd Dittert Christian Meyer Uwe Peschel                       | Italie Andrea Peron Flavio Anastasia Luca Colombo Gianfranco Contri               | France Jean-Louis Harel Hervé Boussard Didier Faivre-Pierret Philippe Gaumont  |

### Piste

#### Les premiers Jeux (1896-1908)
Pendant les quatre premiers Jeux olympiques, les épreuves sur piste ont eu lieu sur des distances présentes sur une ou deux éditions des Jeux seulement.
| Compétition           | 1896 | 1900 | 1904 | 1908 | Or                       | Argent                       | Bronze                  |
| ⅓ km contre-la-montre | •    |      |      |      | Paul Masson (FRA)        | Stamatios Nikolopoulos (GRE) | Adolf Schmal (AUT)      |
| 10 km                 | •    |      |      |      | Paul Masson (FRA)        | Léon Flameng (FRA)           | Adolf Schmal (AUT)      |
| 100 km                | •    |      |      |      | Léon Flameng (FRA)       | Georgios Kolettis (GRE)      | non-attribué            |
| 100 km                |      |      |      | •    | Charles Bartlett (GBR)   | Charles Denny (GBR)          | Octave Lapize (FRA)     |
| 12 heures             | •    |      |      |      | Adolf Schmal (AUT)       | Frank Keeping (GBR)          | non-attribué            |
| 25 km                 |      | •    |      |      | Louis Bastien (FRA)      | Louis Hildebrand (FRA)       | Auguste Daumain (FRA)   |
| ½ mile                |      |      | •    |      | Marcus Hurley (USA)      | Teddy Billington (USA)       | Burton Downing (USA)    |
| ⅓ mile                |      |      | •    |      | Marcus Hurley (USA)      | Burton Downing (USA)         | Teddy Billington (USA)  |
| ¼ mile                |      |      | •    |      | Marcus Hurley (USA)      | Burton Downing (USA)         | Teddy Billington (USA)  |
| 1 mile                |      |      | •    |      | Marcus Hurley (USA)      | Burton Downing (USA)         | Teddy Billington (USA)  |
| 2 miles               |      |      | •    |      | Burton Downing (USA)     | Oscar Goerke (USA)           | Marcus Hurley (USA)     |
| 5 miles               |      |      | •    |      | Charles Schlee (USA)     | George E. Wiley (USA)        | Arthur F. Andrews (USA) |
| 25 miles              |      |      | •    |      | Burton Downing (USA)     | Arthur F. Andrews (USA)      | George E. Wiley (USA)   |
| 660 yards             |      |      |      | •    | Victor Johnson (GBR)     | Émile Demangel (FRA)         | Karl Neumer (GER)       |
| 5 km                  |      |      |      | •    | Benjamin Jones (GBR)     | Maurice Schilles (FRA)       | André Auffray (FRA)     |
| 20 km                 |      |      |      | •    | Clarence Kingsbury (GBR) | Benjamin Jones (GBR)         | Joseph Werbrouck (BEL)  |

#### 50km
| Édition                         | Or                 | Argent            | Bronze             |
| ------------------------------- | ------------------ | ----------------- | ------------------ |
| Anvers 1920 résultats détaillés | Henry George (BEL) | Cyril Alden (GBR) | Piet Ikelaar (NED) |
| Paris 1924 résultats détaillés  | Ko Willems (NED)   | Cyril Alden (GBR) | Harry Wyld (GBR)   |

#### Tandem
| Édition                              | Or                                                    | Argent                                                | Bronze                                                  |
| ------------------------------------ | ----------------------------------------------------- | ----------------------------------------------------- | ------------------------------------------------------- |
| Londres 1908 résultats détaillés     | France Andre Auffray Maurice Schilles                 | Grande-Bretagne Frederick Hamlin Horace Johnson       | Grande-Bretagne Colin Brooks Walter Isaacs              |
| Stockholm 1912                       | Pas inclus au programme olympique                     | Pas inclus au programme olympique                     | Pas inclus au programme olympique                       |
| Anvers 1920 résultats détaillés      | Grande-Bretagne Thomas Lance Harry Ryan               | Afrique du Sud William Smith James Walker             | Pays-Bas Frans de Vreng Piet Ikelaar                    |
| Paris 1924 résultats détaillés       | France Lucien Choury Jean Cugnot                      | Danemark Edmund Hansen Willy Hansen                   | Pays-Bas Gerard Bosch van Drakestein Maurice Peeters    |
| Amsterdam 1928 résultats détaillés   | Pays-Bas Bernard Leene Daan van Dijk                  | Grande-Bretagne Ernest Chambers John Sibbit           | Allemagne Hans Bernhardt Karl Köther                    |
| Los Angeles 1932 résultats détaillés | France Louis Chaillot Maurice Perrin                  | Grande-Bretagne Ernest Chambers Stanley Chambers      | Danemark Harald Christensen Willy Gervin                |
| Berlin 1936 résultats détaillés      | Allemagne Ernst Ihbe Carl Lorenz                      | Pays-Bas Bernard Leene Hendrik Ooms                   | France Pierre Georget Georges Maton                     |
| Londres 1948 résultats détaillés     | Italie Renato Perona Ferdinando Terruzzi              | Grande-Bretagne Alan Bannister Reginald Harris        | France Gaston Dron René Faye                            |
| Helsinki 1952 résultats détaillés    | Australie Lionel Cox Russell Mockridge                | Afrique du Sud Raymond Robinson Thomas Shardelow      | Italie Antonio Maspes Cesare Pinarello                  |
| Melbourne 1956 résultats détaillés   | Australie Joey Browne Tony Marchant                   | Tchécoslovaquie Ladislav Fouček Václav Machek         | Italie Giuseppe Ogna Cesare Pinarello                   |
| Rome 1960 résultats détaillés        | Italie Giuseppe Beghetto Sergio Bianchetto            | Équipe unifiée d'Allemagne Jürgen Simon Lothar Stäber | Union soviétique Vladimir Leonov Boris Vasilyev         |
| Tokyo 1964 résultats détaillés       | Italie Sergio Bianchetto Angelo Damiano               | Union soviétique Imants Bodnieks Viktor Logounov      | Équipe unifiée d'Allemagne Willi Fuggerer Klaus Kobusch |
| Mexico 1968 résultats détaillés      | France Daniel Morelon Pierre Trentin                  | Pays-Bas Leijn Loevesijn Jan Jansen                   | Belgique Daniel Goens Robert Van Lancker                |
| Munich 1972 résultats détaillés      | Union soviétique Vladimir Semenets Igor Tselovalnikov | Allemagne de l'Est Jürgen Geschke Werner Otto         | Pologne Andrzej Bek Benedykt Kocot                      |

#### Kilomètre
| Édition                              | Or                          | Argent                            | Bronze                      |
| ------------------------------------ | --------------------------- | --------------------------------- | --------------------------- |
| Amsterdam 1928 résultats détaillés   | Willy Hansen (DEN)          | Gerard Bosch van Drakestein (NED) | Dunc Gray (AUS)             |
| Los Angeles 1932 résultats détaillés | Dunc Gray (AUS)             | Jacobus van Egmond (NED)          | Charles Rampelberg (FRA)    |
| Berlin 1936 résultats détaillés      | Arie van Vliet (NED)        | Pierre Georget (FRA)              | Rudolf Karsch (GER)         |
| Londres 1948 résultats détaillés     | Jacques Dupont (FRA)        | Pierre Nihant (BEL)               | Tommy Godwin (GBR)          |
| Helsinki 1952 résultats détaillés    | Russell Mockridge (AUS)     | Marino Morettini (ITA)            | Raymond Robinson (RSA)      |
| Melbourne 1956 résultats détaillés   | Leandro Faggin (ITA)        | Ladislav Fouček (TCH)             | Alfred Swift (RSA)          |
| Rome 1960 résultats détaillés        | Sante Gaiardoni (ITA)       | Dieter Gieseler (EUA)             | Rostislav Vargashkine (URS) |
| Tokyo 1964 résultats détaillés       | Patrick Sercu (BEL)         | Giovanni Pettenella (ITA)         | Pierre Trentin (FRA)        |
| Mexico 1968 résultats détaillés      | Pierre Trentin (FRA)        | Niels Fredborg (DEN)              | Janusz Kierzkowski (POL)    |
| Munich 1972 résultats détaillés      | Niels Fredborg (DEN)        | Danny Clark (AUS)                 | Jürgen Schütze (GDR)        |
| Montréal 1976 résultats détaillés    | Klaus-Jürgen Grünke (GDR)   | Michel Vaarten (BEL)              | Niels Fredborg (DEN)        |
| Moscou 1980 résultats détaillés      | Lothar Thoms (GDR)          | Aleksandr Panfilov (URS)          | David Weller (JAM)          |
| Los Angeles 1984 résultats détaillés | Fredy Schmidtke (FRG)       | Curtis Harnett (CAN)              | Fabrice Colas (FRA)         |
| Séoul 1988 résultats détaillés       | Alexandre Kiritchenko (URS) | Martin Vinnicombe (AUS)           | Robert Lechner (FRG)        |
| Barcelone 1992 résultats détaillés   | José Manuel Moreno (ESP)    | Shane Kelly (AUS)                 | Erin Hartwell (USA)         |
| Atlanta 1996 résultats détaillés     | Florian Rousseau (FRA)      | Erin Hartwell (USA)               | Takanobu Jumonji (JPN)      |
| Sydney 2000 résultats détaillés      | Jason Queally (GBR)         | Stefan Nimke (GER)                | Shane Kelly (AUS)           |
| Athènes 2004 résultats détaillés     | Chris Hoy (GBR)             | Arnaud Tournant (FRA)             | Stefan Nimke (GER)          |

#### Course aux points
| Édition                              | Or                      | Argent                  | Bronze                |
| ------------------------------------ | ----------------------- | ----------------------- | --------------------- |
| Los Angeles 1984 résultats détaillés | Roger Ilegems (BEL)     | Uwe Messerschmidt (FRG) | José Youshimatz (MEX) |
| Séoul 1988 résultats détaillés       | Dan Frost (DEN)         | Leo Peelen (NED)        | Marat Ganeïev (URS)   |
| Barcelone 1992 résultats détaillés   | Giovanni Lombardi (ITA) | Léon van Bon (NED)      | Cédric Mathy (BEL)    |
| Atlanta 1996 résultats détaillés     | Silvio Martinello (ITA) | Brian Walton (CAN)      | Stuart O'Grady (AUS)  |
| Sydney 2000 résultats détaillés      | Joan Llaneras (ESP)     | Milton Wynants (URU)    | Alexei Markov (RUS)   |
| Athènes 2004 résultats détaillés     | Mikhail Ignatiev (RUS)  | Joan Llaneras (ESP)     | Guido Fulst (GER)     |
| Pékin 2008 résultats détaillés       | Joan Llaneras (ESP)     | Roger Kluge (GER)       | Chris Newton (GBR)    |

#### Poursuite individuelle
| Édition                              | Or                      | Argent                   | Bronze                    |
| ------------------------------------ | ----------------------- | ------------------------ | ------------------------- |
| Tokyo 1964 résultats détaillés       | Jiří Daler (TCH)        | Giorgio Ursi (ITA)       | Preben Isaksson (DEN)     |
| Mexico 1968 résultats détaillés      | Daniel Rebillard (FRA)  | Mogens Frey Jensen (DEN) | Xaver Kurmann (SUI)       |
| Munich 1972 résultats détaillés      | Knut Knudsen (NOR)      | Xaver Kurmann (SUI)      | Hans Lutz (FRG)           |
| Montréal 1976 résultats détaillés    | Gregor Braun (FRG)      | Herman Ponsteen (NED)    | Thomas Huschke (GDR)      |
| Moscou 1980 résultats détaillés      | Robert Dill-Bundi (SUI) | Alain Bondue (FRA)       | Hans-Henrik Ørsted (DEN)  |
| Los Angeles 1984 résultats détaillés | Steve Hegg (USA)        | Rolf Gölz (FRG)          | Leonard Harvey Nitz (USA) |
| Séoul 1988 résultats détaillés       | Gintautas Umaras (URS)  | Dean Woods (AUS)         | Bernd Dittert (GDR)       |
| Barcelone 1992 résultats détaillés   | Chris Boardman (GBR)    | Jens Lehmann (GER)       | Gary Anderson (NZL)       |
| Atlanta 1996 résultats détaillés     | Andrea Collinelli (ITA) | Philippe Ermenault (FRA) | Bradley McGee (AUS)       |
| Sydney 2000 résultats détaillés      | Robert Bartko (GER)     | Jens Lehmann (GER)       | Bradley McGee (AUS)       |
| Athènes 2004 résultats détaillés     | Bradley Wiggins (GBR)   | Bradley McGee (AUS)      | Sergi Escobar (ESP)       |
| Pékin 2008 résultats détaillés       | Bradley Wiggins (GBR)   | Hayden Roulston (NZL)    | Steven Burke (GBR)        |

## Tableau des médailles
| Rang  | Nation                     | Or  | Argent | Bronze | Total |
| ----- | -------------------------- | --- | ------ | ------ | ----- |
| 1     | France                     | 36  | 25     | 27     | 88    |
| 2     | Italie                     | 30  | 17     | 10     | 57    |
| 3     | Grande-Bretagne            | 28  | 30     | 26     | 84    |
| 4     | Pays-Bas                   | 15  | 19     | 7      | 41    |
| 5     | Australie                  | 12  | 16     | 17     | 45    |
| 6     | États-Unis                 | 12  | 13     | 16     | 41    |
| 7     | Allemagne                  | 10  | 9      | 13     | 32    |
| 8     | Union soviétique           | 10  | 4      | 8      | 22    |
| 9     | Belgique                   | 9   | 9      | 12     | 30    |
| 10    | Danemark                   | 8   | 10     | 11     | 29    |
| 11    | Allemagne de l'Est         | 6   | 5      | 4      | 15    |
| 12    | Suisse                     | 5   | 8      | 4      | 17    |
| 13    | Espagne                    | 5   | 5      | 4      | 14    |
| 14    | Allemagne de l'Ouest       | 4   | 4      | 4      | 12    |
| 15    | Suède                      | 3   | 3      | 8      | 14    |
| 16    | Russie                     | 3   | 1      | 4      | 8     |
| 17    | Tchécoslovaquie            | 2   | 2      | 2      | 6     |
| 18    | Lettonie                   | 2   | 0      | 1      | 3     |
| 19    | Argentine                  | 2   | 0      | 0      | 2     |
| 20    | Afrique du Sud             | 1   | 4      | 4      | 9     |
| 21    | Équipe unifiée d'Allemagne | 1   | 4      | 2      | 7     |
| 22    | Grèce                      | 1   | 3      | 0      | 4     |
| 23    | Portugal                   | 1   | 2      | 0      | 3     |
| 24    | Kazakhstan                 | 1   | 1      | 0      | 2     |
| 24    | République tchèque         | 1   | 1      | 0      | 2     |
| 26    | Autriche                   | 1   | 0      | 2      | 3     |
| 26    | Norvège                    | 1   | 0      | 2      | 3     |
| 28    | Slovénie                   | 1   | 0      | 1      | 2     |
| 29    | Équateur                   | 1   | 0      | 0      | 1     |
| 30    | Pologne                    | 0   | 5      | 4      | 9     |
| 31    | Nouvelle-Zélande           | 0   | 3      | 4      | 7     |
| 32    | Canada                     | 0   | 3      | 3      | 6     |
| 33    | Colombie                   | 0   | 1      | 3      | 4     |
| 33    | Japon                      | 0   | 1      | 3      | 4     |
| 35    | Malaisie                   | 0   | 1      | 1      | 2     |
| 36    | Ukraine                    | 0   | 1      | 0      | 1     |
| 36    | Uruguay                    | 0   | 1      | 0      | 1     |
| 36    | Venezuela                  | 0   | 1      | 0      | 1     |
| 39    | Jamaïque                   | 0   | 0      | 1      | 1     |
| 39    | Mexique                    | 0   | 0      | 1      | 1     |
| Total | Total                      | 212 | 212    | 209    | 633   |